# Fonction holomorphe
Cet article concerne les mathématiques. Pour la mycologie, voir Holomorphe (mycologie).

Une grille et son image par f d'une fonction holomorphe.

En analyse complexe, une fonction holomorphe est une fonction à valeurs complexes, définie et dérivable en tout point d'un sous-ensemble ouvert du plan complexe ℂ.
Cette condition est beaucoup plus forte que la dérivabilité réelle. Elle entraîne (via la théorie de Cauchy) que la fonction est analytique : elle est infiniment dérivable et est égale, au voisinage de tout point de l'ouvert, à la somme de sa série de Taylor.
Un fait remarquable en découle : les notions de fonction analytique complexe et de fonction holomorphe coïncident. Pour cette raison, les fonctions holomorphes constituent le pilier central de l'analyse complexe.

## Définition
Définition — Soient U un ouvert de l'ensemble ℂ des nombres complexes et f une application de U dans ℂ.
- On dit que f est dérivable (au sens complexe) ou holomorphe en un point z0 de U si la limite suivante, appelée dérivée de f en z0 existe : 
 {\displaystyle f'(z_{0})=\lim _{z\to z_{0}}{f(z)-f(z_{0}) \over z-z_{0}}.}
- On dit que f est holomorphe sur U si elle est holomorphe en tout point de U.
- En particulier, on appelle fonction entière une fonction holomorphe sur  ℂ.

On remarquera que certains auteurs exigent de la fonction {\displaystyle f'} ainsi obtenue d'être continue. C'est en fait seulement un moyen de simplifier des démonstrations ; en effet, la définition présentée ici implique de toute façon sa continuité (en vertu du théorème de Morera).

### Biholomorphisme
Une fonction holomorphe bijective dont l'inverse est aussi holomorphe est appelée un biholomorphisme (en).

## Exemples

### Fonctions rationnelles
Toute fonction polynomiale à coefficients complexes est entière.
Toute fonction rationnelle à coefficients complexes est holomorphe sur le complémentaire de l'ensemble de ses pôles (c'est-à-dire les zéros de son dénominateur, quand elle est écrite sous forme irréductible). Par exemple, la fonction inverse z ↦ 1/z est holomorphe sur ℂ*.

### Fonctions définies par une série entière
Soit {\displaystyle \sum _{n\geq 0}a_{n}z^{n}} une série entière à coefficients complexes de rayon de convergence non nul (fini ou non) ; on note D son disque de convergence.
La fonction f de D dans ℂ définie par {\displaystyle f(z)=\sum _{n\geq 0}a_{n}z^{n}}  est holomorphe, et sa dérivée est donnée par {\displaystyle f'(z)=\sum _{n\geq 1}na_{n}z^{n}}.
En fait, cette fonction est indéfiniment dérivable sur D.
La fonction exponentielle est entière. Il en est de même des fonctions trigonométriques (qui peuvent être définies à partir de la fonction exponentielle au moyen des formules d'Euler) et des fonctions hyperboliques.

### Logarithme complexe

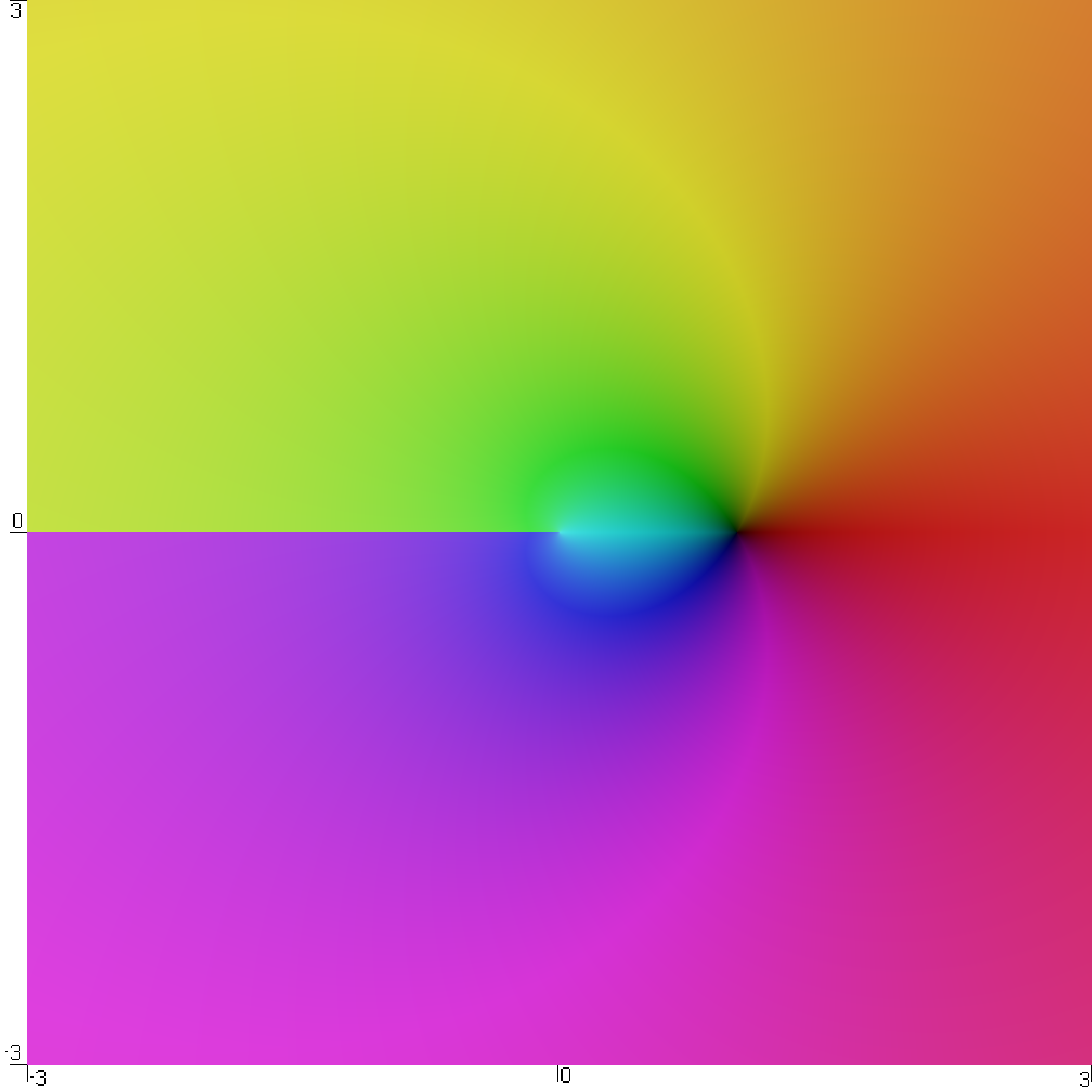
Représentation de la fonction logarithme complexe par coloration de régions.

On appelle détermination du logarithme complexe sur un ouvert U de ℂ* toute fonction holomorphe L de U dans ℂ telle que pour tout z ∈ U, exp(L(z)) = z ou ce qui est équivalent (dans le cas d'un ouvert connexe), toute fonction L holomorphe sur U de dérivée z↦1/z et pour laquelle il existe z0 ∈ U tel que exp(L(z0)) = z0.
Sur tout ouvert U de ℂ* où existe une détermination L du logarithme, on peut définir, pour tout entier relatif k, la fonction z ↦ L(z) + 2kπi. Chacune de ces fonctions est une détermination du logarithme sur U, et si U est connexe, ce sont les seules.
Il n'existe pas de détermination du logarithme sur l'ouvert ℂ*.
Il existe une détermination du logarithme sur n'importe quel ouvert du type ℂ*\D où D est une demi-droite de ℂ d'extrémité 0 (on parle de « coupure »), en particulier sur l'ensemble des nombres complexes privé de la demi-droite des réels négatifs ou nuls. Parmi toutes les déterminations du logarithme sur cet ouvert, il en existe une et une seule qui prolonge le logarithme népérien réel.
Plus généralement, il existe une détermination du logarithme sur tout ouvert simplement connexe ne contenant pas 0.

### Fonctions puissance et racine n-ième
Sur tout ouvert U de ℂ* où existe une détermination L du logarithme, on peut définir, pour tout nombre complexe a, une détermination holomorphe sur U de la puissance d'exposant a en posant, pour tout z ∈ U, za = exp(a L(z)).
En particulier, pour tout entier n > 0, la fonction z ↦ z1/n = exp((1/n) L(z)) vérifie l'identité ∀z ∈ U, (z1/n)n = z. On dit que cette fonction est une détermination sur U de la racine n-ième. On peut noter n√z au lieu de z1/n (si des réels strictement positifs appartiennent à U, il se peut qu'il y ait alors conflit entre cette notation et sa signification habituelle, servant à désigner la racine n-ième positive).
Les fonctions trigonométriques réciproques ont de la même manière des coupures et sont holomorphes partout sauf aux coupures.

## Dérivée complexe
Les règles de calcul des dérivées au sens complexe sont identiques à celles des dérivées des fonctions d'une variable réelle : linéarité, dérivée d'un produit, d'un quotient, d'une fonction composée. Il en résulte que les sommes, produits ou composées de fonctions holomorphes sont holomorphes, et le quotient de deux fonctions holomorphes est holomorphe sur tout ouvert où le dénominateur ne s'annule pas.
Une fonction holomorphe en un point est a fortiori continue en ce point.
Près d'un point z0 où la dérivée d'une fonction holomorphe f est non nulle, f est une transformation conforme, c'est-à-dire qu'elle préserve les angles (orientés) et les formes de petites figures (mais pas les longueurs, en général).
En effet, sa différentielle au point z0 est l'application ℂ-linéaire {\displaystyle \mathrm {d} f_{z_{0}}:\mathbb {C} \to \mathbb {C} ,\,u\mapsto A\,u}, où {\displaystyle A=f'(z_{0})} : la différentielle s'identifie donc à une similitude directe du plan, puisque A est non nul.

## Propriétés

### Équations de Cauchy-Riemann
Si l'on identifie ℂ à ℝ2, alors les fonctions holomorphes sur un ouvert de ℂ coïncident avec les fonctions de deux variables réelles qui sont ℝ-différentiables sur cet ouvert et y vérifient les équations de Cauchy-Riemann, un système de deux équations aux dérivées partielles :
On considère une fonction {\displaystyle f:U\to \mathbb {C} } d'une variable complexe, où U est un ouvert du plan complexe ℂ. On utilise ici les notations suivantes :
- la variable complexe {\displaystyle z} est notée {\displaystyle x+{\rm {i}}\,y}, où x, y sont réels ;
- les parties réelle et imaginaire de {\displaystyle f(z)=f(x+{\rm {i}}\,y)} sont notées respectivement {\displaystyle P(x,y)} et {\displaystyle Q(x,y)}, c'est-à-dire : {\displaystyle f(z)=P(x,y)+{\rm {i}}\,Q(x,y)}, où {\displaystyle P,\,Q} sont deux fonctions réelles de deux variables réelles.

Équations de Cauchy-Riemann — Si f est ℝ-différentiable en un point z0 de U, les quatre propriétés suivantes sont équivalentes :
- f est holomorphe en z0
- {\displaystyle {\frac {\partial f}{\partial y}}(z_{0})={\rm {i}}\,{\frac {\partial f}{\partial x}}(z_{0})}
- {\displaystyle {\frac {\partial P}{\partial x}}(x_{0},y_{0})={\frac {\partial Q}{\partial y}}(x_{0},y_{0})} et {\displaystyle {\frac {\partial P}{\partial y}}(x_{0},y_{0})=-{\frac {\partial Q}{\partial x}}(x_{0},y_{0})}
- {\displaystyle {\overline {\partial }}f(z_{0})=0}, où l'opérateur différentiel {\displaystyle {\overline {\partial }}} est, par définition, égal à {\displaystyle {\frac {1}{2}}\left({\frac {\partial }{\partial x}}+{\rm {i}}{\frac {\partial }{\partial y}}\right)}.

Remarque, lorsque f est holomorphe en z0 :

### Liens entre fonctions holomorphes et fonctions harmoniques
On montre plus loin que les fonctions holomorphes sont de classe {\displaystyle C^{\infty }} (voir formule intégrale de Cauchy).
Une conséquence des équations de Cauchy-Riemann est que les laplaciens de la partie réelle et de la partie imaginaire d'une fonction holomorphe f sont nuls :
Si les parties réelle et imaginaire de {\displaystyle f(z)=f(x+{\rm {i}}\,y)} sont notées respectivement {\displaystyle P(x,y)} et {\displaystyle Q(x,y)}, c'est-à-dire si : {\displaystyle f(z)=P(x,y)+{\rm {i}}\,Q(x,y)}, où {\displaystyle P,\,Q} sont deux fonctions réelles de deux variables réelles, on a :
On dit que {\displaystyle P} et {\displaystyle Q} sont des fonctions harmoniques.
On a également :
{\displaystyle P} et {\displaystyle Q} sont dites harmoniquement conjuguées (en).
On a une réciproque :

toute fonction harmonique réelle de la variable complexe est localement la partie réelle d'une fonction holomorphe.

### Théorème intégral de Cauchy
Les équations de Cauchy-Riemann permettent de démontrer le lemme de Goursat, qui est essentiellement le théorème intégral de Cauchy ci-dessous dans le cas particulier d'un lacet polygonal, et d'en déduire :
Théorème intégral de Cauchy — Soient γ un lacet rectifiable dans ℂ et f une fonction holomorphe sur un ouvert simplement connexe contenant γ, alors l'intégrale curviligne de f sur γ est nulle :
Ce théorème reste valable si, en un nombre fini de points de l'ouvert, la fonction n'est pas supposée holomorphe mais seulement continue.
En particulier :
- si γ est un lacet simple alors, d'après le théorème de Jordan-Schoenflies, il est la frontière d'un compact K connexe et simplement connexe, et le théorème s'applique alors (si γ est rectifiable) à toute fonction holomorphe sur un ouvert contenant K ;
- si f est holomorphe sur un ouvert U et si γ et Γ sont deux chemins rectifiables strictement homotopes dans U alors les intégrales de f sur γ et Γ sont égales.

On peut éviter le recours au lemme de Goursat, mais au prix d'une hypothèse supplémentaire :
Ce théorème est généralisé par le théorème des résidus aux fonctions holomorphes possédant des singularités isolées.

### Primitive d'une fonction holomorphe
Du théorème ci-dessus on déduit :
Ce théorème reste valable si, en un nombre fini de points de l'ouvert, la fonction n'est pas supposée holomorphe mais seulement continue.
Il est important que l'ouvert soit simplement connexe, ainsi l'intégrale de f entre deux points ne dépend pas du chemin entre ces deux points.
Par exemple, la fonction h : z ↦ 1/z est holomorphe sur ℂ*, qui est connexe mais pas simplement connexe. L'intégrale de h sur le cercle de centre 0 et de rayon 1 (parcouru dans le sens trigonométrique), vaut 2πi, mais vaut 0 sur un chemin fermé joignant 1 à lui-même en n'entourant pas 0. On peut en revanche définir une primitive de h sur n'importe quel ouvert simplement connexe de ℂ* (cf déterminations du logarithme complexe dans la section « Exemples » ci-dessus).

## Formule intégrale de Cauchy et applications

### Formule intégrale
Soit f une fonction holomorphe sur un ouvert U de ℂ, alors si C est un cercle orienté positivement, centré en z et inclus (ainsi que son intérieur) dans U.

### Représentation en série entière
Théorème — Soit f une fonction holomorphe sur un ouvert U de ℂ, alors f est analytique sur U et pour tout point z0 de U, en notant R la distance (euclidienne) de z0 à ℂ\U :
avec
Par conséquent, f est indéfiniment dérivable sur U, avec
Remarques :
- La série de Taylor en z0 converge sur tout disque ouvert de centre z0 et inclus dans U mais peut bien sûr converger sur un disque plus grand ; par exemple, la série de Taylor de la détermination principale du logarithme converge sur tout disque ne contenant pas 0, même s'il contient des réels négatifs. C'est la base du principe du prolongement analytique.
- Il y a équivalence entre holomorphie sur un ouvert et analyticité, l'analyticité impliquant clairement l'holomorphie.
- Toute fonction holomorphe f est une fonction analytique, donc  le principe du maximum, le principe des zéros isolés, l'inégalité de Cauchy sont vérifiés par une fonction holomorphe.

### Propriété de la moyenne
De la formule intégrale de Cauchy, on déduit notamment que toute fonction holomorphe sur un ouvert contenant un disque fermé est complètement déterminée à l'intérieur de ce disque par ses valeurs sur la frontière de celui-ci : dans la formule ci-dessus pour c0, le changement de paramètre w = z0 + reiθ donne :
- L'intérêt de cette formule est dans le calcul numérique. Le calcul d'une intégrale est en effet plus stable que celui de dérivées.
- Ce résultat reste clairement valable pour la partie réelle et pour la partie imaginaire de f, qui sont des fonctions harmoniques.

### Principe du maximum
Soit f une fonction holomorphe non constante sur un ouvert connexe U. Alors |f | n'admet pas de maximum local sur U. Ainsi, si U est borné et que f est aussi définie sur l’adhérence de U, le maximum de la fonction f sur U est atteint sur la frontière de U. En d'autres termes, en tout point z de U :

### Suites convergentes de fonctions holomorphes
Si une suite (fj) de fonctions holomorphes converge vers une fonction f, uniformément sur tout compact de l'ouvert U de ℂ, alors f est holomorphe et pour tout k, la suite (fj(k)) des dérivées converge vers f(k), uniformément sur tout compact de U.

## Développement de Laurent autour d'un point singulier
Théorème — Soit f une fonction holomorphe sur U\A avec U un ouvert de ℂ et A  un sous-ensemble fermé de U dont les éléments sont isolés (A est l'ensemble des points singuliers ou singularités isolées de f dans U).

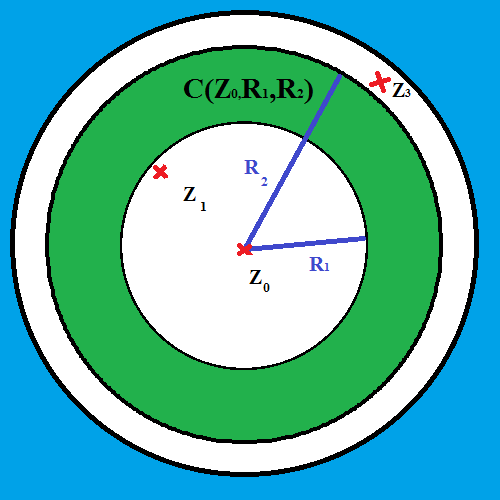
En vert, la couronne C(Z0,R1,R2). La fonction est également développable en série de Laurent en Z0 sur une couronne comprise entre Z1 et Z0 (non représentée), ou une extérieure à Z3 (en bleu).

Alors, autour de chaque point z0 de U, f admet un développement de Laurent sur une couronne {\displaystyle C(z_{0},R_{1},R_{2})\subset U-A} avec {\displaystyle 0<R_{1}<R_{2}<d} ({\displaystyle d} désignant la distance euclidienne de {\displaystyle z_{0}} au complémentaire {\displaystyle \mathbb {C} -U} de U dans ℂ) :
avec
Remarques : 
- La notation {\displaystyle \sum _{n=-\infty }^{+\infty }c_{n}(z-z_{0})^{n}} désigne la somme des deux séries convergentes {\displaystyle \sum _{n=0}^{+\infty }c_{n}(z-z_{0})^{n}} et {\displaystyle \sum _{n=1}^{+\infty }c_{-n}(z-z_{0})^{-n}}.
- Dans le cas d'une fonction rationnelle qu'on cherche à développer en zéro, les coefficients {\displaystyle c_{n}} se calculent via un classique développement en série en zéro des éléments simples.
- En pratique, le calcul des coefficients (en n'importe quel point) peut également s'effectuer grâce au théorème des résidus, souvent plus compliqué que de développer en série des fonctions rationnelles, mais qui reste en général plus simple que l'utilisation de la formule directe.
- Le résidu de f en la singularité {\displaystyle z_{0}} est le coefficient {\displaystyle c_{-1}}.

## Fonctions méromorphes
Le calcul des cn dans le développement de Laurent peut donner lieu à trois possibilités :
- {\displaystyle \forall n<0,~~c_{n}=0} : alors f peut se prolonger en une fonction analytique sur tous les points de {\displaystyle A} contenus dans le disque {\displaystyle D(z_{0},R_{1})}, et ces points sont dits réguliers. Exemple d'une fonction présentant de tels coefficients : {\displaystyle f(z)={\frac {{\rm {e}}^{z}-1}{z}}} en 0, 0 est un point régulier de f.
- {\displaystyle \exists p\in \mathbb {N} } tel que {\displaystyle c_{-p}\neq 0} et {\displaystyle \forall n<-p} on ait {\displaystyle \ c_{n}=0} : alors la fonction {\displaystyle \ (z-z_{0})^{p}f(z)} peut se prolonger en une fonction analytique sur tous les points de {\displaystyle A} contenus dans le disque {\displaystyle D(z_{0},R_{1})}. Ce cas généralise en fait le premier. Ces points sont des pôles d'ordre au plus {\displaystyle p} de f, il peut en exister qui sont réguliers (ordre 0). On dit que f est une fonction méromorphe sur U si tous les points de A sont des pôles. Exemples de fonctions présentant de tels coefficients : {\displaystyle f(z)={\frac {1}{z^{k}}}} en 0 (0 est un pôle d'ordre k de f), ou plus généralement les fonctions rationnelles en leurs pôles.
- Dans les autres cas, il existe parmi les points de {\displaystyle A} contenus dans le disque {\displaystyle D(z_{0},R_{1})} au moins un point sur lequel il n'est pas possible de tenter un des prolongements ci-dessus. Un tel point de A est appelé « point singulier essentiel » de f. Exemple : {\displaystyle f(z)={\rm {e}}^{\frac {1}{z}}} en 0, 0 est un point singulier essentiel de f.

## Anti-holomorphie
Une fonction f(z) est dite anti-holomorphe sur un ouvert D lorsque f ( z ) est holomorphe sur l'ouvert conjugué D. Elle est donc analytique en z.
Une fonction à la fois holomorphe et anti-holomorphe sur D est localement constante sur D, donc constante sur tout connexe de D.